# هيلدر كاسترو
هيلدر كاسترو (بالبرتغالية: Hélder Castro‏) هو لاعب كرة قدم برتغالي في مركز الوسط، ولد في 24 يناير 1986 في فايس في البرتغال. لعب مع أولمبياكوس نيقوسيا وجامعة كلوج ونادي أيك لارنكا ونادي تارغو موريش ونادي فييرينسي.

## وصلات خارجية
- هيلدر كاسترو على موقع قاعدة بيانات كرة القدم.إي يو (الإنجليزية)
- هيلدر كاسترو على موقع Soccerway.com (الإنجليزية)